# عزیزخان مکری
عزیزخان مکری (۱۱۷۱ خورشیدی در حومهٔ سردشت – ۱۲۴۹ خورشیدی تبریز) از شخصیت‌های برجستهٔ سیاسی ایران در دورهٔ سلطنت محمدشاه و ناصرالدین شاه قاجار بود. او از سال ۱۲۱۶ تا ۱۲۴۹ در سمت‌های مختلف لشکری و کشوری ایران خدمت کرد.
عزیزخان مکری در حدود سال ۱۱۷۱ در حومهٔ سردشت از یک خانوادهٔ بیگزاده کُرد اهل سنت شافعی متولد شد. او در سن بیست سالگی به واسطهٔ برادرش سرتیپ فرخ‌خان مکری که در فوج ششم تبریز خدمت می‌کرد به این فوج راه یافت.
در سال ۱۲۱۶ عزیزخان مکری از فرماندهان سپاه ایران بود که به عنوان فرمانده فوج ششم تبریز به محاصرهٔ هرات رفته بود. او در جنگ اول هرات، نقش فعالی داشت و مورد توجهٔ محمدشاه قاجار قرار گرفت.
در سال ۱۲۱۹ به همراه میرزا نبی قزوینی به شیراز رفت و در آنجا ماندگار شد. در سرکوب شورش مردم فارس و زنجان نقش داشت و در زنجان علیهٔ بابیان فرمان جنگ داد. در زمان صدارت میرزا محمدتقی‌خان فراهانی ملقب به امیرکبیر، مسئولیت‌های مهمی به عزیزخان محول شد و در سال ۱۲۲۸ او مسئول خوشامدگویی به ولیعهد روسیه در ایروان بود.
در جریانِ ترک تهران از سوی ناصرالدین شاه برای سفر به عراق و اصفهان، همهٔ نُه فوج نظامی و حکومت تهران در سال ۱۲۳۰ تحت ادارهٔ عزیزخان مکری درآمد. امیرکبیر به او سمت آجودان‌باشی داد و سپس در ۱۲۳۱ عزیزخان به ریاست دارالفنون رسید. بعدها با یکی از دختران امیرکبیر ازدواج کرد و از نزدیکان و یاران امیر به‌شمار می‌رفت.
بابی‌ها در مرداد ۱۲۳۱ قصد ترور ناصرالدین‌شاه قاجار را کردند و عزیزخان مأمور تعقیب شبکه ترور و اعدام آن‌ها شد. طاهره قرةالعین از چهره‌های شناخته شده بابیان به دستور عزیزخان و توسط غلام او اعدام شد.
عزیزخان مکری در سال ۱۲۳۲ طی تشریفاتی خاص در دربار پادشاه به منصب سرداری کل رسید. از این تاریخ، همهٔ مسئولیت‌های نظامی و لشکری ایران تحت امر او بود. با دسیسه‌های میرزا آقاخان نوری، صدراعظم وقت، در دی ماه سال ۱۲۳۶ از سرداری کل عزل شد و به بوکان در آذربایجان برگشت. در آذربایجان املاک زیادی داشت و به آن‌ها سرکشی می‌کرد.
پس از عزل میرزا آقاخان نوری در ۱۲۳۸ و تبعید به اصفهان، ناصرالدین‌شاه همهٔ درجات و مناصب سابق عزیزخان را به او بازگرداند و ریاست قشون آذربایجان و همزمان با حفظ سایر مسئولیت‌ها داده شد. بعدها به‌عنوان پیشکار در تبریز مستقر شد.
در همان سال عزیزخان به عضویت شورای وزرا رسید و در سال ۱۲۳۹ به همراه مظفرالدین‌شاه ولیعهد ایران که آن زمان تنها هشت سال سن داشت به‌عنوان پیشکار او در تبریز منصوب شد. از سال ۱۲۴۵ عزیزخان سردار به فرمان ناصرالدین شاه به سمتِ ریاست وزارت جنگ رسید و یک سال بعد در ۱۲۴۶ عزل شد و کامران میرزا نایب‌السلطنه، فرزند شاه، جایگزین او شد.
عزیزخان مکری در ۱۲۴۸ به تهران و دربار شاه احضار شد و شاه، حکومت مازندران را با درجهٔ سرتیپی فوج چهار تبریز به او سپرد. در سال ۱۲۴۹ به پیشکاری آذربایجان رسید اما به دلیل کهولت سن در ۲۱ دی ماه همان سال در تبریز درگذشت و در امامزاده سید حمزه دفن شد.

## زندگانی شخصی
عزیزخان مکری در حدود سال ۱۱۷۱ شمسی در نستان (روستایی میان بوکان و ربط سردشت) در یک خانوادهٔ بیگزاده کُرد مکری بدنیا آمد. محمد سلطان مکری پدر عزیزخان از طوایف مکری آذربایجان بود. عزیزخان با وجود اینکه از خانزادگان کُرد محسوب می‌شد اما در ابتدا اهمیت و اعتباری نداشت و در گمنامی و بیچارگی به سر می‌برد.
در سنِ بیست دو سالگی، نستان را ترک کرد و مدتی در بوکان ماند و سپس عازم تبریز شد. در تبریز، به دلیل آنکه او فردی درس خوانده و داری خط خوشی بود با کمک برادرش (فرخ‌خان) در فوج ششم با درجهٔ یاوری در دوران سلطنت محمد شاه قاجار مشغول به خدمت شد. پس از مدتی فرخ‌خان مکری در سال ۱۲۱۵ شمسی در تبریز درگذشت. عزیزخان مکری ابتدا هفت سال با درجهٔ سربازی در نواحی کرمان و مکران خدمت کرد. عزیزخان به زبان‌های عربی، روسی و ترکی آذربایجانی آشنا بود.
زنان عزیزخان مکری به ترتیب حوریزاد خانم، رضیه خانم تیلکوهی و امیرزاده خانم فراهانی بودند. حوریزاد خانم همسر اول او از اهالی بوکان بود و روستایی به نام کهریزه حوریزاد خانم از او باقی مانده است. رضیه خانم تیلکوهی از عشایر اطرافِ دیواندره بود. امیرزاده خانم فراهانی دختر امیرکبیر از همسر اول او بود.
عزیزخان پنج دختر به نام‌های ام‌کلثوم، فاطمه، سکینه سلطان، گلتاج خانم و اُمی‌خانم داشت که آرامگاهی در بوکان در جوار پارک ملّت این شهر به نام «گنبد اُمی‌خانم» وجود داشت. دیگر فرزندان عزیزخان که پسر بودند، اسامی آن‌ها عبارت بود از علی‌خان، محمدحسین‌خان و سیف‌الدین‌خان که محمدحسین‌خان در سال ۱۲۴۷ قبل از مرگ عزیزخان درگذشت. علی‌خان در قشون دولت ایران خدمت می‌کرد و در زمانی که وزارت جنگ در اختیار عزیزخان بود، او درجهٔ سرهنگی داشت و به «علی‌خان سرهنگ» شهرت یافته بود.روستایی به نام چاوان در نیم فرسخی بوکان به احترام علی‌خان در آن دوره به «علی‌آباد» تغییرنام یافت.
سیف‌الدین خان مکری کوچک‌ترین فرزند پسر عزیزخان، پس از پدرش در سن هفت سالگی از سوی ناصرالدین شاه، به‌عنوان حاکم ساوجبلاغ مکری منصوب شد. بوکان، میاندوآب، سردشت با حومه و توابع آن‌ها از املاک عزیزخان به‌شمار می‌رفت که تنها «بوکان» و چند آبادی حومهٔ آن برای سردار و خانواده‌اش ماند. او در خطهٔ آذربایجان مالک حدود ۱۰۸ آبادی بود. عزیزخان مکری خانه‌هایی در تبریز در خیابان ششگلان کوچه هاتف فعلی نیز داشت.
عزیزخان مکری مردی باکفایت و متواضع و بخشنده و زیرک بود اما از طمع و جاه طلبی و قساوت خالی نبود و حکایت‌هایی از سخت‌گیری‌های او نقل شده است. روایت می‌شود روزی مردی روستایی به‌عنوان هدیه، کبک خوش خط‌وخالی را به خدمت عزیزخان می‌آورد و توصیف زیاد از جست‌وخیز و چابکی آن کبک در موقع شکار و بدام انداختن کبک‌های کوهسار به زبان می‌آورد.
سردار فرمان می‌دهد سر کبک را از تنش جدا سازند. آن مرد می‌گوید که قربان این کبک شکاری و قیمتی و حیف است که به کشتن آن امر دادید. عزیزخان می‌گوید سزای کبک شما کشتن است زیرا با صدایش هم‌نوعان خود را به دام می‌اندازد. جزای خیانتکاران همین است و بس.
یادداشت‌های پراکندهٔ در مورد عزیزخان مکری در مکتوبات دورهٔ قاجار وجود دارد. حمام قدیمی سردشت، قلعهٔ سردار بوکان، سد سردار بوکان مسجد جامع بوکان، امامزاده عون بن علی و زین علی در آذربایجان، انبار قدیمی تبریز از جمله آثار تاریخی هستند که به دستور عزیزخان مکری ساخته شده‌اند. عزیزخان مُکری در منطقهٔ مکریان به «سردار بوکان» معروف است و در شهرستان بوکان محبوب و مورد احترام است.

## زندگانی سیاسی

### جنگ هرات
در لشکرکشی محمد شاه به هرات در سال ۱۲۱۵–۱۲۱۶ شمسی عزیزخان از جملهٔ سران سپاهی ایران بود که با فوج ششم به محاصرهٔ هرات رفته بودند. در این تاریخ او درجهٔ سرهنگی این فوج را داشت. در ۱۵ رمضان ۱۲۱۵ که هرات در محاصرهٔ لشکریان محمد شاه بود از جناب عزیزخان به شهر حملهٔ‌های پی‌درپی صورت گرفت و یار محمدخان وزیر کامران میرزا، امیریاغی هرات از محمدشاه امان خواست و تسلیم شد. به دستور محمد شاه، عزیزخان سرهنگ به داخل هرات رفت و دو روز با یار محمدخان و کامران میرزا مشغول گفتگو بود. عزیزخان نقش فعالی در جنگ هرات داشت و نام او در فهرست سرداران این جنگ برده شده است.

### شورش فارس و زنجان
در سال ۱۲۱۹ شمسی پس از احضار فریدون میرزا حاکم وقت فارس به تهران، عزیزخان مکری به همراه میرزا نبی قزوینی حاکم جدید فارس به شیراز رفت و مورد اعتماد قرار گرفت. در سفر دوم میرزا نبی به فارس در سال ۱۲۲۲ عزیزخان مجدداً یکی از همراهان او بود. در جریان شورش مردم فارس در سال ۱۲۲۳ میرزا حسین‌خان آجودانباشی حاکم فارس بود اما عزیزخان در شیراز ماند و به خدمت حسین‌خان گرفته شد.
عزیزخان مکری به سببِ توانایی‌اش مورد توجه امیرکبیر قرار گرفت و در زمان صدارت او، ماموریت‌های مهمی به عزیزخان داده شد. در سال ۱۲۲۸ عزیزخان مسئول خوشامدگویی به الکساندر (ولیعهد روسیه) که برای نظم بخشیدن به قفقاز و گرجستان به ایروان رفته بود، به آنجا رفت.
در هنگام شورش بابی‌ها در زنجان، عزیزخان مکری و میرزا حسن‌خان وزیر نظام در بازگشت از مأموریت ایروان وارد زنجان شدند و سعی کردند با ملایمت این غائله را فرو بنشانند، اما موفق نشدند و عزیزخان فرمان جنگ داد.
اهمیّت بسیاری که امیرکبیر به عزیزخان سردار می‌داد از نامه‌هایی که ناصرالدین شاه به امیرکبیر نوشته هویداست. جملهٔ مشهور: «عزیز، بیا تا عزیزت کنم» سخنی است که امیرکبیر به عزیزخان مکری گفته و در این زمان او را به معاونت ریاست بر کل قوای ایران منصوب کرده است. این امر پس از فرونشاندن شورش شیراز (به تحریک خانوادهٔ یهودی‌تبار و قوام الملک) بود.

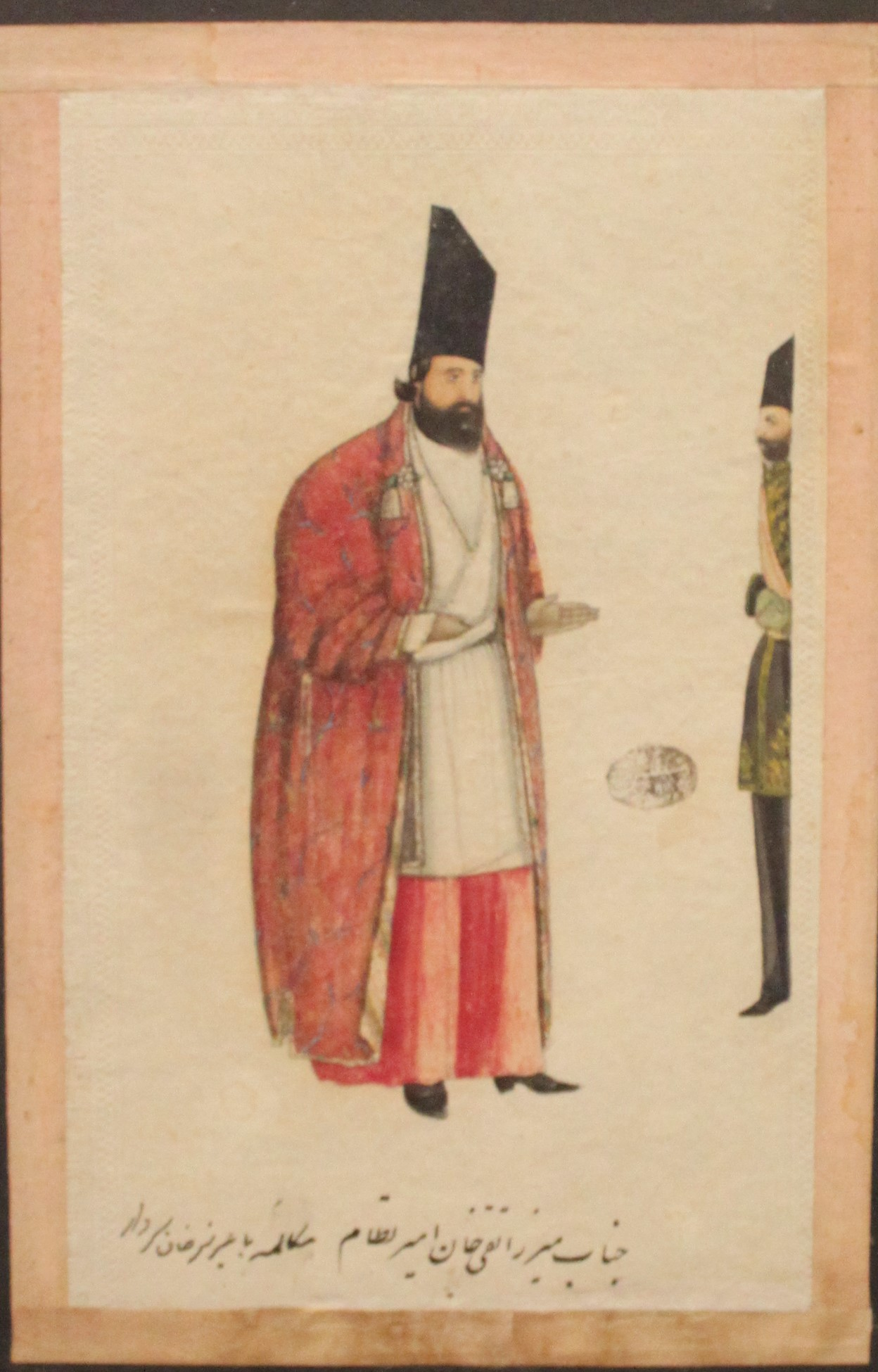
نگارهٔ مربوط به مکالمهٔ امیرکبیر و عزیزخان سردار کل

### صدارت امیرکبیر و دارالفنون
در سال ۱۲۳۰ در اوایل سلطنت ناصرالدین شاه، شاه قصد سفر به عراق و اصفهان داشت، حکومت مرکزی تهران در غیاب ناصرالدین شاه به بهرام میرزا معزالدوله سپرده شده بود. پیشکار بهرام میرزا، عزیزخان مکری بود که در راس نُه فوج بود و تهران تحت امور او بود.
عزیزخان روز به روز در دستگاه امیرکبیر عزیزتر و محترم‌تر می‌شد و امیرکبیر به او سمتِ آجودان‌باشی کل عساکر که حکم فرماندهی کل قوای ایران را داشت، داد.
پس از تأسیس دارالفنون توسط امیرکبیر، عزیزخان مکری در سال ۱۲۳۱ به‌عنوان رئیس دارالفنون منصوب شد. عزیزخان مکری علاوه بر دیگر وظایف نظامی و قشونی که به عهده داشت، گزارش فعالیت‌ها و اقدامات کشور و این مدرسه را به اطلاع ناصرالدین شاه می‌رساند. به او در این مدرسه، تدریس دروس نظامی محول شده بود.
یاکوب ادوارد پولاک در سفرنامهٔ خود دربارهٔ عزیزخان آجودان‌باشی نوشته:
کُردها در کارهایشان به صلابت و شرافت، شُهره‌اند. به همین دلیل شاه فعلی، حفاظت شخصی خود و خانواده‌اش را به یک سپاهی کُرد به نام آجودان‌باشی عزیزخان سپرده است؛ زیرا دیگر می‌تواند کامل اطمینان داشته باشد که وی در هر احوالی در کنارش خواهد بود.

### سرکوب و مبارزه با بابی‌ها
پس از برکناری امیر کبیر، بابیان دوباره به قدرت رسیدند و در ۱۴ مرداد ۱۲۳۱ شمسی قصد ترور ناصرالدین شاه را کردند و عزیزخان مکری این بار مأمور تعقیب شبکه ترور و اعدام بابی‌ها شد.
زرَینه تاج معروف به طاهره قرةالعین از مبلَغان مذهب باب که در تهران و خانهٔ محمودخان کلانتر حبس شده بود، به دستور عزیزخان و غلام او کشته شد. منابع بهائی این غلام را «سیاه خونخوار» یاد کرده‌اند.

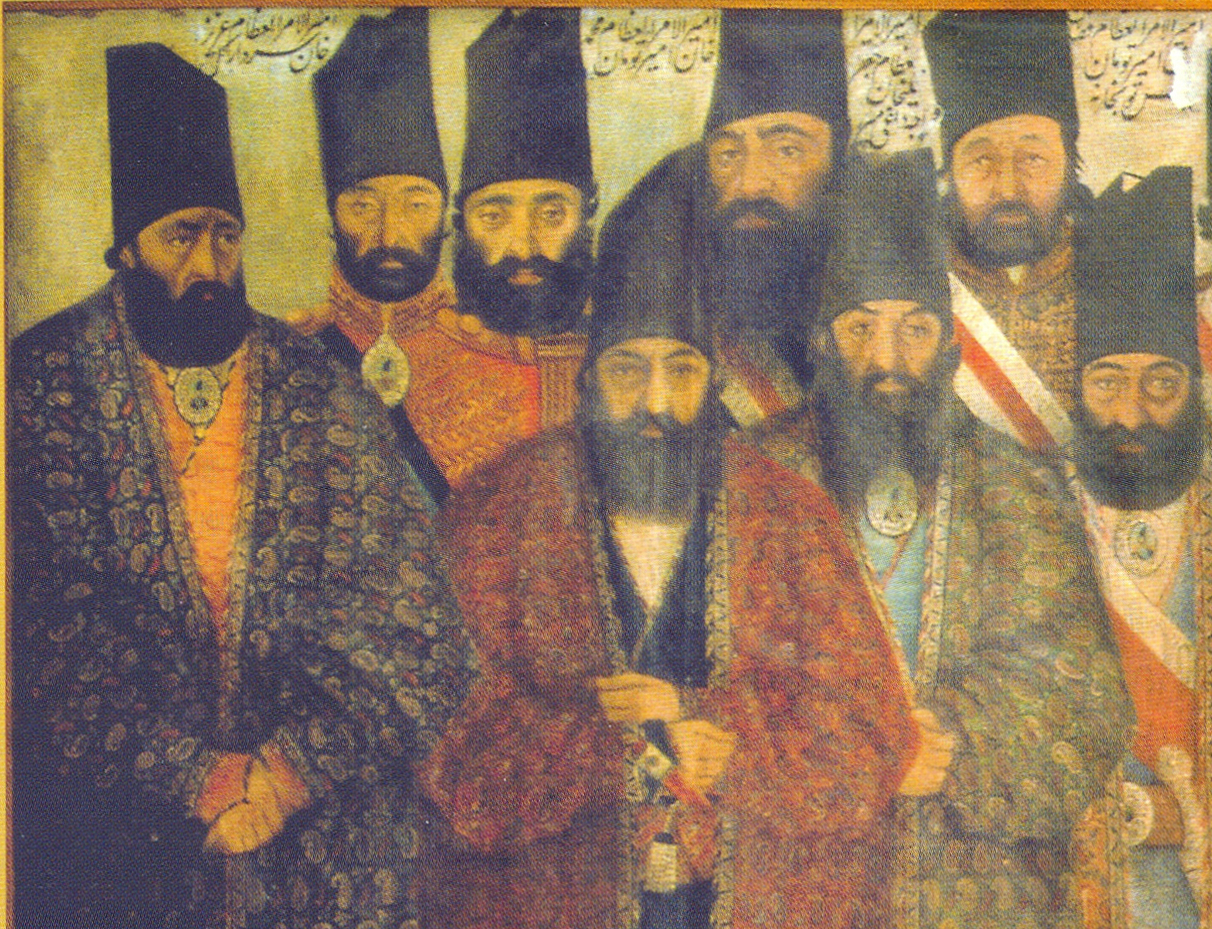
پردهٔ تالار نظامیه تهران، عزیزخان در سمتِ سردارکل، نفر دوم از چپ. اثر میرزا ابوالْحسن خان غفاری

### منصب سردار کل و پیشکار
در سال ۱۲۳۲ به رغم مخالفت برخی از درباریان شاه از جمله میرزا آقاخان نوری صَدراَعظَم، طی تشریفاتی خاص، عزیزخان مکری به منصب سرداری کل رسید. در سال ۱۲۳۴، ناصرالدین شاه عزیزخان سردار کل را به‌طور مستقل مسئول امور لشکری ایران کرد. در سال ۱۲۳۶، میرزا آقاخان نوری از رشد و موقعیت سردار کل نگران بود و با اتهامات غیرواقعی به دنبال بی اعتبارساختن عزیزخان در نظر شاه بود.
سرانجام میرزا آقاخان نوری در دی ماه سال ۱۲۳۶ فرمان عزل و برکناری عزیزخان را از ناصرالدین شاه گرفت. سپس عزیزخان تبعید شد.
فرمان عزل عزیزخان توسط حاج علی خان حاجب‌الدوله قاتل امیر کبیر در دربار شاه مقابل شاهزادگان و صاحب منصبان و مستوفیان خوانده شد. قسمتی از متن این فرمان بدین شرح است:
امروز بیستم شوال است و او را از منصب سرداری و وزارت نظام معزول ساختیم و از آن محل و مقام که او را بود فرودآوردیم تا از این پس مقیم خانه و ملازم کاشانه خویش باشد و برشماست که هرکه را به صلاح و صواب نزدیک دانی بجای او منصوب داری.
در مدتی که عزیزخان از حکومت برکنار شده بود، ماه‌ها در املاک خود در بوکان به‌سر می‌برد. پس از عزل میرزا آقاخان نوری در سال ۱۲۳۸ از صدارت عظمی و تبعید به اصفهان، ناصرالدین شاه همهٔ درجات و مناصب سابق عزیزخان را به او بازگرداند و سپس ریاست قشون آذربایجان به او سپرده شد و او به عنوان پیشکار بهرام میرزا معزالدوله، والی آذربایجان در تبریز مستقر شد.

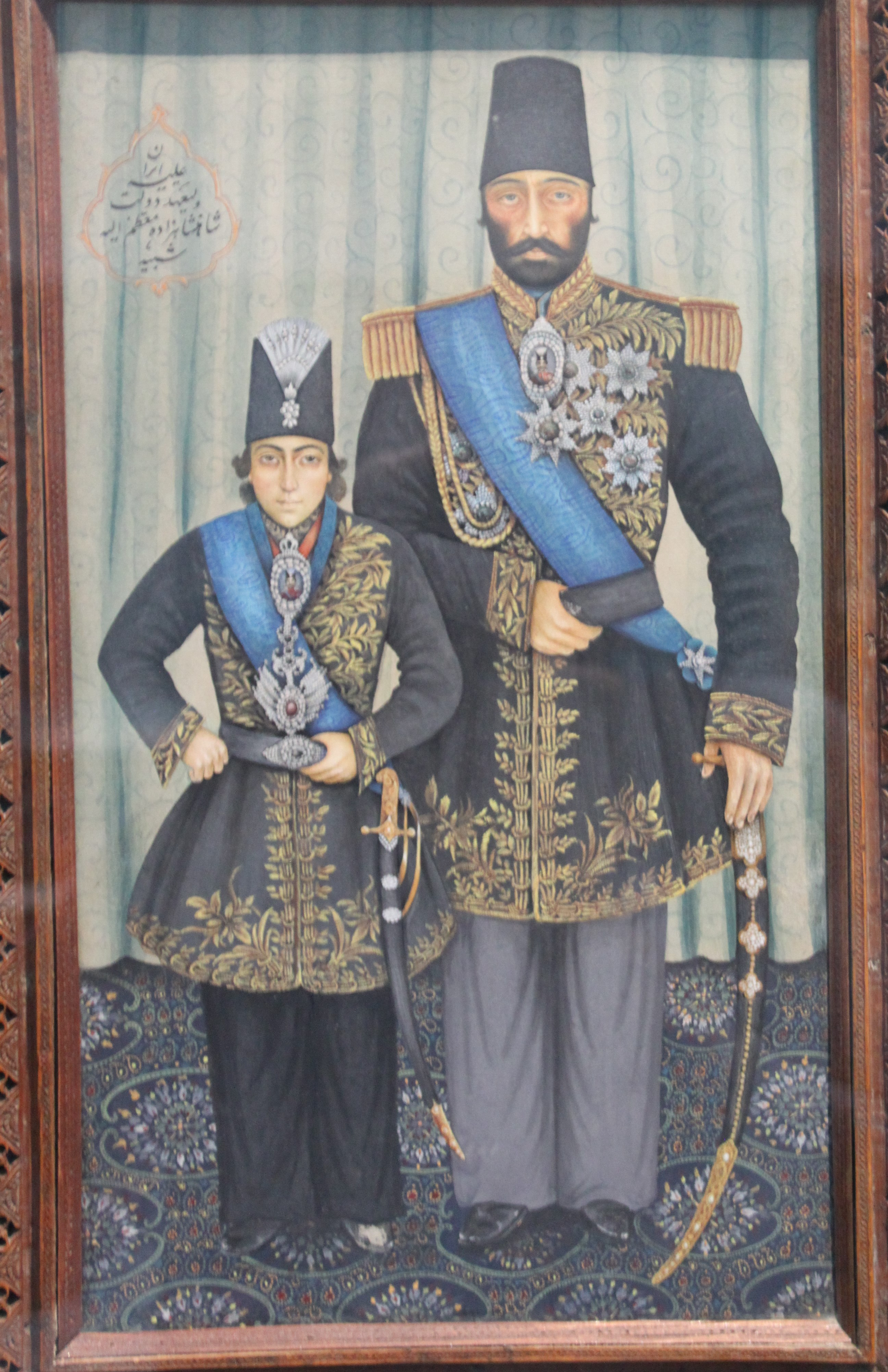
پرتره عزیزخان مکری و مظفرالدین شاه ولیعهد در سن هشت سالگی در فاصلهٔ سال‌های ۱۲۳۸–۱۲۴۰ شمسی

### عضو شورای وزراء
در سال ۱۲۳۸ عزیزخان مکری از سوی ناصرالدین شاه به عضویت شورای وزرا درآمد. یک سال بعد در ۱۲۳۹ مظفرالدین شاه ولیعهد در تبریز حاکم آذربایجان شد و عزیزخان سردارکل پیشکار او گردید. ادوارد ایستویک، کاردار سفارت انگلیس در تاریخ ۸ مهر ۱۲۳۹ شمسی عزیزخان را در تبریز ملاقات کرده است و دربارهٔ او گفته:
سردارکل یکی از خدمتگزاران پیر و قدیمی دولت ایران است، نامش عزیزخان است و به یکی از قبایل کُرد منتسب و مذهبش سنی است. با اینکه از خانواده‌ای شریف نیست، میرزا تقی‌خان وزیر مشهور به علت کفایت، او را سمت آجودان‌باشی داد و بعد سردار کل یعنی فرمانده کل قوا شد و در ایام جنگ ما با ایران همین سمت را داشت.

### وزارت جنگ
از سال ۱۲۴۵ شمسی به فرمان ناصرالدین شاه، عزیزخان مکری از آذربایجان احضار و به سمتِ وزارت جنگ منصوب شد. در ۱۲۴۶ شاه به قصد سفر خراسان، دارالخلافه تهران را ترک کرد و عزیزخان علاوه بر مسئولیت وزارت جنگ، تعیین قراولان و افواج ملتزم رکاب را نیز برعهده داشت. در ۱۲۴۶ از وزارت جنگ عزل شد و به جای او کامران میرزا نایب السلطنه انتخاب شد.
عزیزخان سردارکل زمانی که پیشکار آذربایجان بود، دارای املاک زیادی بود. به دلیل علاقه‌اش به آذربایجان، دائماً تمایل داشت به این سرزمین برگردد. هرکسی که پیشکار آذربایجان می‌شد، در آنجا ماندگار نمی‌ماند. فریدون میرزا بر اثر دسیسه‌های عزیزخان مدت زیادی در تبریز نتوانست بماند.
هنگامی که تهماسب میرزا مؤیدالدوله در سال ۱۲۴۷ پیشکار آذربایجان شد، طایفهٔ اورامان شورش کردند. پس از سرکوب آن طایفه، سندی به دست آمد که حاکی از دخالت عزیزخان در این شورش بود و در نتیجهٔ آن، املاک عزیزخان ضبط شد و به سلطان‌آباد اراک رفت.

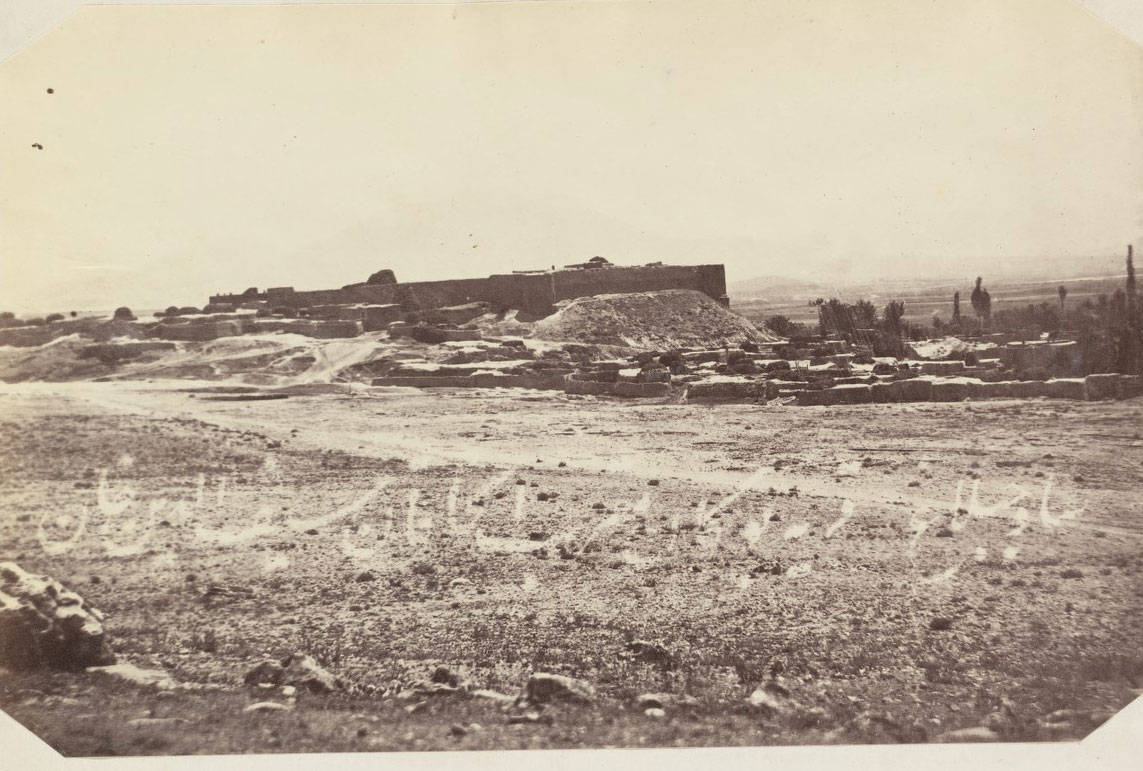
نگارهٔ قلعهٔ عزیزخان سردار مکری در بوکان، سال ۱۳۰۵ هجری قمری برابر با ۱۲۶۶ شمسی.

عزیزخان سردار در ۱۲۴۸ به دربار شاه احضار شد و در کمال احترام وارد تهران شد و شاه حکومتِ مازندران به را او داد که همزمان منصب سرتیپی فوج چهار تبریز نیز داشت و به دلیل اینکه در ساوجبلاغ مکری املاک زیادی داشت، حکومت آن ناحیه هم به عزیزخان سپرده شد.

### ساوجبلاغ مکری
عزیزخان مکری از کُردهای اهل سنت ایل مُکری به جایگاه سیاسی مهمی در دولت قاجار ایران خصوصاً در زمانِ ناصرالدین شاه رسید. برخلاف سابق در این دوره، دیگر ساوجبلاغ (مهاباد کنونی) به‌عنوان مرکز همهٔ مُکری‌ها و دهبکری‌ها شناخته نمی‌شد. با آمدن عزیزخان به بوکان از نستان سردشت و ساخت قلعهٔ در آنجا، بوکان به محلِ سکونتِ کُردهای مُکری صاحب قدرت در دورهٔ ناصرالدین شاه تبدیل شد. این اهمیت بوکان تا دورهٔ علی خان مکری (نتیجهٔ عزیزخان سردار) ادامه داشت. بوکان، خانه و اقامتگاه عزیزخان سردار مُکری و خانواده‌اش بود و پس از مرگ او نیز، خانواده‌اش نسل به نسل در آنجا سکونت کردند. در سفرنامهٔ سلیمان شاکری که مأمور دولت عثمانی بود در اواخر دورهٔ ناصرالدین شاه به بوکان آمده و در مورد ارتباط آن با خانوادهٔ سردار چنین نوشته:
در ساوجبلاغ مُکری به روستای بوکان رسیدم، از اهالی بوکان شنیدم که سردار ایران (منظور عزیزخان سردارکُل) ساکن اینجا بود. آوازهٔ شجاعتش در منطقه زبانزد است.
در بوکان، روستاها و مناطقی وجود دارد که همگی اشاره به نام خانواده عزیزخان مکری است. مانند: علی‌آباد منطقهٔ شهری از بوکان که از نام علی‌خان سرهنگ مکری (پسر عزیزخان سردار) گرفته شده است. همچنین روستاهای کهریزه سردار (چسبیده به شهر)، روستای حسین‌آباد، روستای کهریزه حوریزاد خانم (کهریزه علی‌آقا)، روستای سردارآباد مرتبط با خاندان سردار هستند.

## مرگ
عزیزخان در اوایل سال ۱۲۴۹ به آرزوی دیرینهٔ خود یعنی پیشکاری آذربایجان رسید اما به علّت کهولت سن و از دست دادن نفوذ کلام سابق، اقتدار گذشته را نداشت و در شب چهارشنبه ۲۱ دی ماه ۱۲۴۹ درگذشت و در امامزاده سیدحمزه تبریز دفن شد.
ناصرالدین شاه دربارهٔ مرگ عزیزخان در سفرنامهٔ کربلا و نجف خود نوشته:
روز پنجشنبه بیستم شوال ۱۲۸۷ درپای طاق اتراق شد، صبح حمام رفته بودم. تلگرافی از مستوفی الممالک رسید که شب چهارشنبه هیجدهم شوال «عزیزخان سردار» بعد از بیست روز ناخوشی در تبریز فوت شده است. با اینکه سنِ سردار مرحوم قریب به هشتاد سال بود، از فوت او بسیار افسوس خوردم.

## دیدگاه دیگران
- میرزا محمدجعفر خورموجی، حقایق‌نگار و جغرافی‌دان ایرانی در دوره ناصرالدین شاه، عزیزخان مُکری را به دلیل داشتن «صفات جوانمردانه و احساس عدالت» ستوده است.[۵۵]
- محمدحسن اعتمادالسلطنه، در روزنامه خاطرات خود در توصیف عزیزخان، او را از سرداران شجاع ایران نام برده که به قشون ایران، نظم و ترتیب بخشید.
- حسن صلاح، نویسنده برجسته و استاد دانشگاه‌های ایران و اروپا، در یک مجلهٔ آلمانی در سال ۱۳۴۵ شمسی، به عزیزخان مُکری فرماندهٔ نظامی ایران پرداخته است که منزل شخصی‌اش در بوکان بوده است. وی عزیزخان را تنها فرد ایل مُکری دانسته که توانسته است به درجات بالای لشکری و کشوری در حکومت مرکزی ایران قاجار برسد.
- عبدالرحمان شرفکندی، متخلص به هژار، نویسنده و شاعر و فرهنگ نویس کُرد، شعری در وصف قلعه سردار[۵۶] و همچنین به نقل داستان‌هایی به صورت شعر با عنوان عزیزخان سردار بوکان در کتاب بو کوردستان پرداخته است. شرفکندی او را فردی بلند مرتبه و بزرگ دانسته است.[۵۷]

شعر کُردی عبدالرحمان شرفکندی به نام «که‌وه شه‌له» که همان داستان کبک لنگ است:
| سه‌رداری بوکان          |  | عزیزخانی سه‌ربه‌رز و به‌ریز |
| دیتی که‌ویک ده فروشن    |  | کریاری زور له جوشن       |
| پرسی: چونه ئه‌و که‌وه؟   |  | وا له ده وری هه و هه‌وه؟  |
| کوتیان: که‌ویکی راوه    |  | که‌وی بری له‌و ناوه        |
| که‌وه شه لهٔ به ناو بانگ |  | نه‌رخی بوکانه شش دانگ     |
| هه‌رگیز بینی ته نگ نابی |  | له قاسپه بی‌ده نگ نابی    |
| وه‌تی نامه به په له     |  | بوم بکرن که‌وه شه‌له       |
| چل زیریان له‌سه ربژارد  |  | که ویان به سه‌ردار سپارد  |
| خان هه لیپساند سه‌ری    |  | روی کرده ده ور و به‌ری    |
| کوتی: کی هاوره گه‌زی    |  | بداته ده ست ناحه‌زی       |
| پاداشی سه ربرینه       |  | نه‌ک وا به زیر کرینه      |
| هوشت بی کوردی هه‌ژار    |  | گه‌لت مده ده ست نه‌یار     |

## نگارخانه

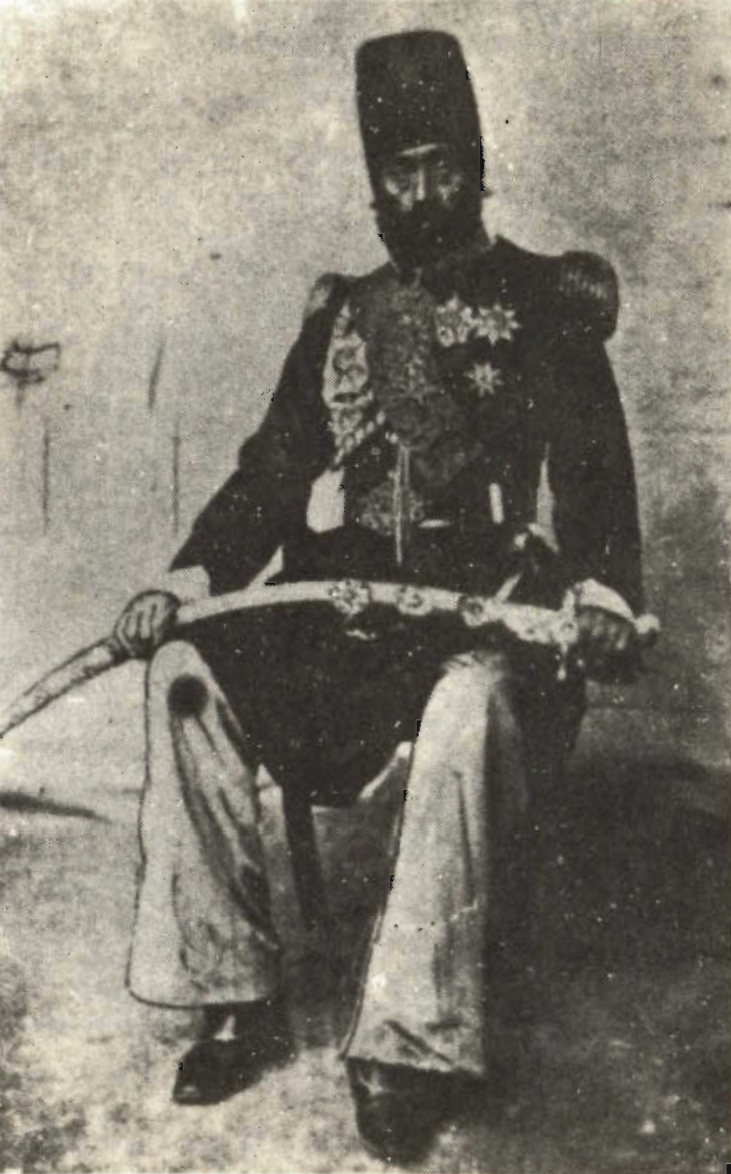
عزیزخان مکری با شمشیر و نشان‌های نظامی
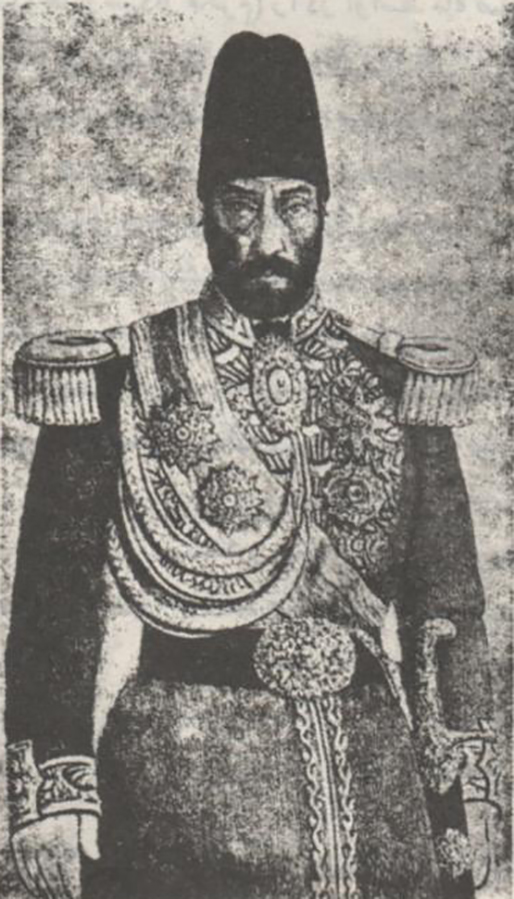
عزیزخان مکری با درجهٔ سرداری کل
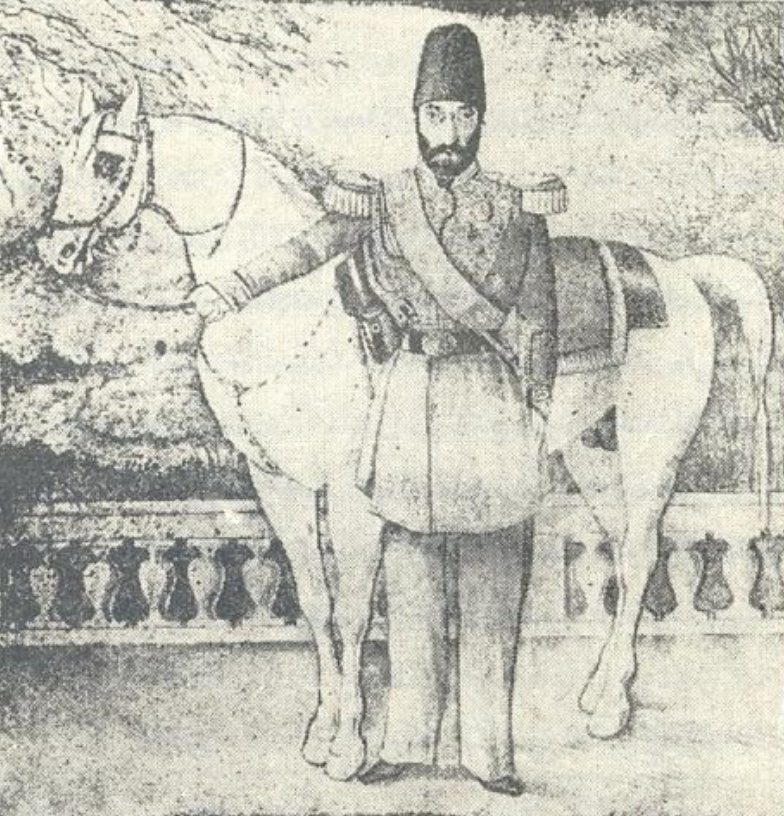
عزیزخان مکری و اسبی که ناصرالدین شاه به او هدیه داد
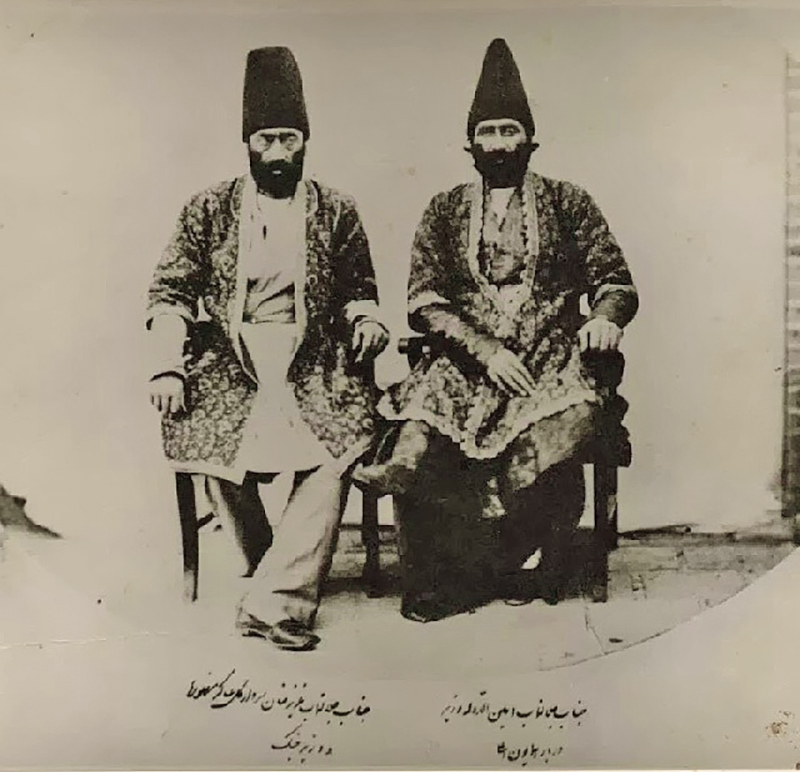
عزیزخان مکری وزیر جنگ و فرخ خان غفاری
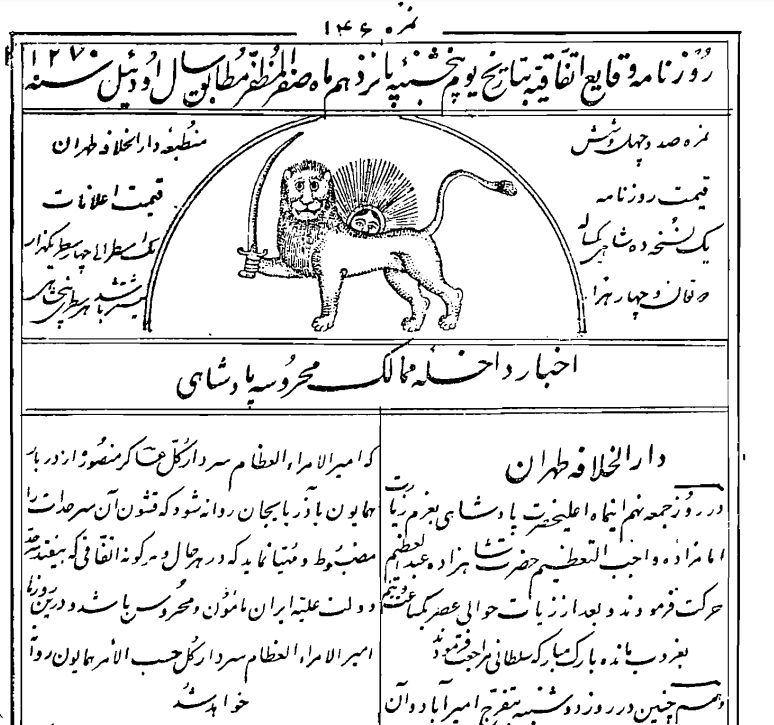
سند مربوط به ماموریت عزیزخان سردار کل [خ]. روزنامه وقایع اتفاقیه، ۱۵ صفر ۱۲۷۰ هجری قمری (۱۲۳۲ شمسی).

## یادداشت
1. ↑  مقبره فاطمه خانم در روستای حمامیان بوکان و مقبره امی‌خانم نیز در پارک ملّت همین شهر واقع است.
2. ↑  علی‌آباد یکی از مناطق شهری بزرگ امروز بوکان به‌شمار می‌آید.
3. ↑  مادر سیف‌الدین، رضیه خانم تیلکوهی بود.
4. ↑  ۱۲۵۳–۱۲۵۴ هجری قمری
5. ↑  ۱۸ شوال ۱۲۶۸ هجری قمری
6. ↑  اقبال محل تبعید را ولایت سردشت ذکر کرده است. اما عباس امانت، ملکی را در سرحدات ساوجبلاغ عنوان نموده.[۴۰] بعدها با پیدا شدن اسناد دیجیتالی و خطی و همچنین سفرنامه‌ها، نشان می‌دهد: بوکان در حوالی ساوجبلاغ، اقامتگاه و ملک عزیزخان بوده است.
7. ↑  ۱۴ ربیع‌الاول ۱۲۷۷ هجری قمری
8. ↑  منظور از طبقهٔ اشراف و دولت مردان نبوده است.
9. ↑  در این سند، عزیزخان سردار کل مامور شده که قشون آذربایجان را برای مقابله با تحریکات حکومت عثمانی آماده کند.